# Cyrk Doktora Dolittle
Cyrk Doktora Dolittle (ang. Doctor Dolittle's Circus) –  powieść dla dzieci z 1924 roku napisana przez Hugh Loftinga.
Powieść została napisana jako czwarta z kolei książka o przygodach Doktora Dolittle, jednak wydarzenia w niej zawarte są bezpośrednią kontynuacją zdarzeń opisanych w powieści Doktor Dolittle i jego zwierzęta, w związku z tym należy ją traktować jako drugą część cyklu powieści o tym ekscentrycznym lekarzu weterynarii.

## Opis fabuły
Doktor Dolittle powraca ze swojej podróży do Afryki, gdzie udał się w poprzedniej części, aby opanować epidemię panującą wśród małp. Teraz jego głównym problemem jest zdobycie pieniędzy na utrzymanie licznego zwierzyńca oraz zapłatę za wypożyczony statek, który rozbił się podczas podróży do Afryki. Aby zdobyć pieniądze, doktor, za namową swojego przyjaciela, karmiciela kotów Mateusza Mugga, postanawia wstąpić do wędrownego cyrku i pokazywać tam za pieniądze dwugłowca - bardzo rzadkie afrykańskie zwierzę o dwóch głowach, które otrzymał jako prezent od małp w podziękowaniu za uratowanie ich przed epidemią.
Praca w cyrku początkowo niezbyt przypada doktorowi do gustu - jest on w szczególności zdegustowany złym traktowaniem zwierząt przez dyrektora cyrku, pana Blossoma. Z czasem jednak pozycja doktora staje się na tyle silna, że doprowadza on do stopniowej poprawy losu zwierząt cyrkowych.